# Mark Woerde
Mark Woerde (1973) is een voormalig Nederlandse reclamemaker die aan de wieg heeft gestaan van een aantal bekende mediaprojecten.

## Sweetie
In 2013 kreeg Mark Woerde met zijn team van het reclamebureau Lemz (dat eerst anoniem wilde blijven) opdracht van de Nederlandse tak van Terre des Hommes een campagne te ontwikkelen om kindersekstourisme aan te pakken. Zo werd Sweetie bedacht en ontwikkeld: een geanimeerde, fotorealistische afbeelding van een Filipijns meisje van tien jaar om pedofielen te lokken.
Het project Sweetie heeft tien weken gedraaid en in die periode meer dan 1000 pedofielen uit 71 landen geïdentificeerd. De informatie werd doorgegeven aan de lokale politie-autoriteiten en Interpol.

## Make Friends Across Religions
In 2017 heeft Woerde met zijn van Lemz en Letsheal, samen met het Elijah Interfaith Institute een mediaproject ontwikkeld genaamd "Make Friends Across Religions". Dit project bracht geestelijk leiders wereldwijd samen, zoals Paus Franciscus en de Dalai lama, in een video ter promotie van vriendschap over de muren van religies heen.

## Onderscheidingen
- De campagne van Sweetie won diverse prijzen, zoals de "D&DA White and Black Pencil"[5] en de "Cannes Lions Grand Prix For Good".[6]
- Woerde won de "Global Business & Interfaith Peace Medal" in 2018 voor zijn project "Make Friends Across Religions" en ontving dit uit handen van voormalig Secrataris-generaal van de Verenigde Naties Ban Ki-Moon.[7]